# Cyclomia alternata
Cyclomia alternata là một loài bướm đêm trong họ Geometridae.